# 拉沃肯 (犹他州)

拉沃肯（英文：La Verkin），是美国犹他州华盛顿县下属的一座城市。建市于 1897年，面积大约为12.69平方英里（32.9平方公里），海拔约为3,192英尺（973米）。根据2010年美国人口普查，该市有人口4,060人。